# Groupement de soutien de la base de défense de Draguignan
Le groupement de soutien de la base de défense de Draguignan (GSBdD DGN) est un organisme militaire interarmées du service du commissariat des armées créé le 1er janvier 2011. Son rôle est de soutenir dans le domaine de l'administration générale et du soutien courant, toutes les unités militaires stationnées dans le périmètre de la base de Défense.
Son état-major, est depuis septembre 2011 situé au sein du quartier Bonaparte, sur la commune de Draguignan.

## Chefs de corps
Le commandement du GSBdD de Draguignan est donné à un officier supérieur :
- 2010 - 2012 : lieutenant-colonel Charles NERICH
- 2012 - 2014 : colonel Christian CAUREZ
- 2014 - 2016 : colonel Luc MOULIN
- 2016 - 2018 : colonel Pierre-Henri TRUQUET
- 2018 - 2020 : colonel Jean-Philippe LECOMTE
- 2020 - 2023 : commissaire en chef de 1re classe Sébastien VICTORIA
- 2023 - ... : commissaire en chef de 1re classe Frédéric BOURGOUGNON